# Lee Ann Michelle
Lee Ann Michelle (nacida el 17 de marzo de 1960 en Surrey, Inglaterra) es una modelo y actriz inglesa. Fue Playmate del Mes para la revista Playboy en febrero de 1979, siendo fotografiada por Mario Casilli. Fue la primera Playmate en haber nacido en la década de los años 60.
Su nombre real es Carol Needham y era llamada Carol al principio de su carrera, incluyendo cuando posó en topless para los periódicos The Sun y Daily Mirror. Su debut fue a los 16 años de edad el 7 de enero de 1977 para la edición de The Sun. Fue votada por The Sun Chicas de la página tres como Chica del Año en 1982.
En la película de 1979 Seven apareció como Sybill, no figurando en los créditos.
Needham más tarde se casó y cofundó una agencia de modelos llamada Needham and Hanson Management.